# Tales of Old Japan
Tales of Old Japan é uma obra antológica, compilada por Algernon Bertram Freeman-Mitford, também conhecido como A.B. Mitford.
As narrativas presentes no livro apresentam aspectos da vida japonesa anteriores à Restauração Meiji. Escrito em 1871, compõe uma rica introdução à cultura e literatura nipônica, através de narrativas adaptadas de fontes originais e de notas explicativas do autor. Ele também relata um conjunto de rituais japoneses testemunhados pelo próprio A.B. Mitford, como a execução do harakiri e casamentos, além de conter uma seleção de sermões. Esse livro teve uma influência duradoura na percepção do ocidente sobre a cultura e sociedade japonesa, particularmente por causa de um conto de vingança muito conhecido: Os 47 rōnin.

## Capítulos
- The Forty-seven rônin (Os quarenta e sete rōnin)
- The loves of Gonpachi and Komurasaki (O amor de Gonpachi e Komurasaki)
- Kazuma's revenge (A vingança de Kazuma)
- A story of the Otokodaté of Yedo (A história do Otokodaté de Yedo)
- The wonderful adventures of Funakoshi Jiuyémon (As maravilhosas aventuras de Funakoshi Jiuyémon)
- The Eta maiden and the Hatamoto (A donzela Eta e o Hatamoto)
- Fairy tail (Conto de Fadas)
- The tongue-cut Sparrow (O pardal cortador de línguas)
- The accomplished and lucky tea-kettle (A chaleira de sorte e sucesso)
- The crackling mountain (A montanha crepitante)
- The story of the old man who made withered trees to blossom (A estória do velho que fez árvores murchas florecerem)
- The battle of the ape and the crab (A batalha do macaco e do caranguejo)
- The adventures of little peachling (As aventuras do pequeno pêssego)
- The foxes' wedding (O casamento das raposas)
- The elves and the envious neighbour (Elfos e seu vizinho invejoso)